# 인디아 타워
인디아 타워(영어: India Tower)는 인도 뭄바이에 건설하다가 공사가 중단된 빌딩이다. 결국 2016년 취소되었다.

## 갤러리

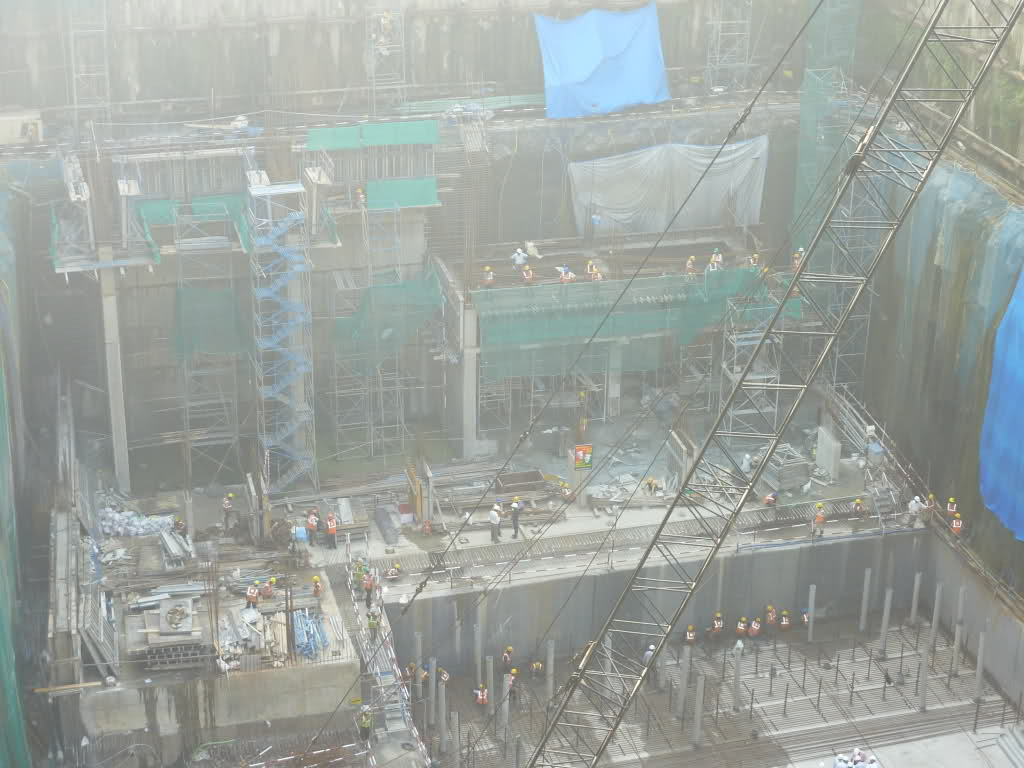
2010년 11월.
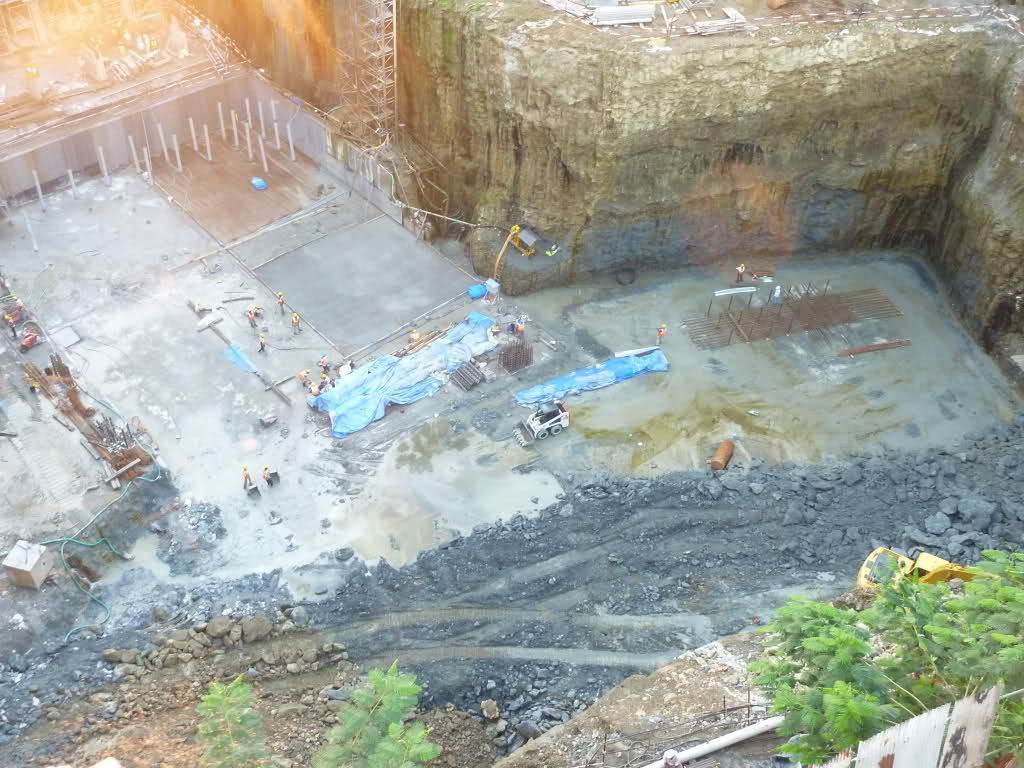
2010년 11월.
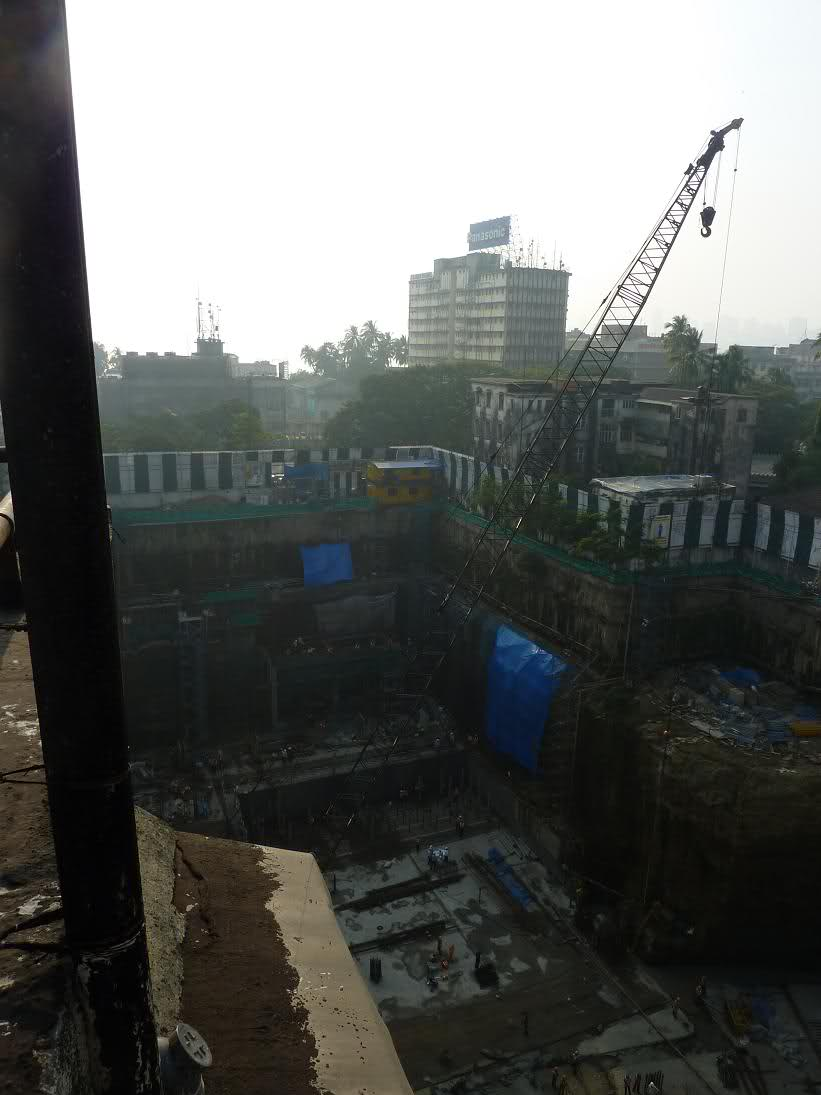
2010년 12월.

## 같이 보기
- 인도의 마천루 목록